# Ivar P. Enge
Ivar Paul Enge, född den 12 september 1922 i Vågå, död den 18 juli 2013, var en norsk radiolog.
Enge avlade medicine kandidatexamen i Köpenhamn 1953 och medicine doktorsexamen 1977. Han arbetade bland annat vid Ullevåls universitetssjukhus och Rikshospitalet innan han blev direktor för röntgenavdelningen vid Akers sjukhus från 1978 till 1991. Han erhöll Sankt Olavsorden 1991.